# Hornafjörður
Hornafjörður é um município na Islândia. Em 2019 tinha uma população estimada em 2440 habitantes.